# 돌담무늬나비
돌담무늬나비는 나비목 네발나비과의 나비이다. 한반도에서는 미접이다.

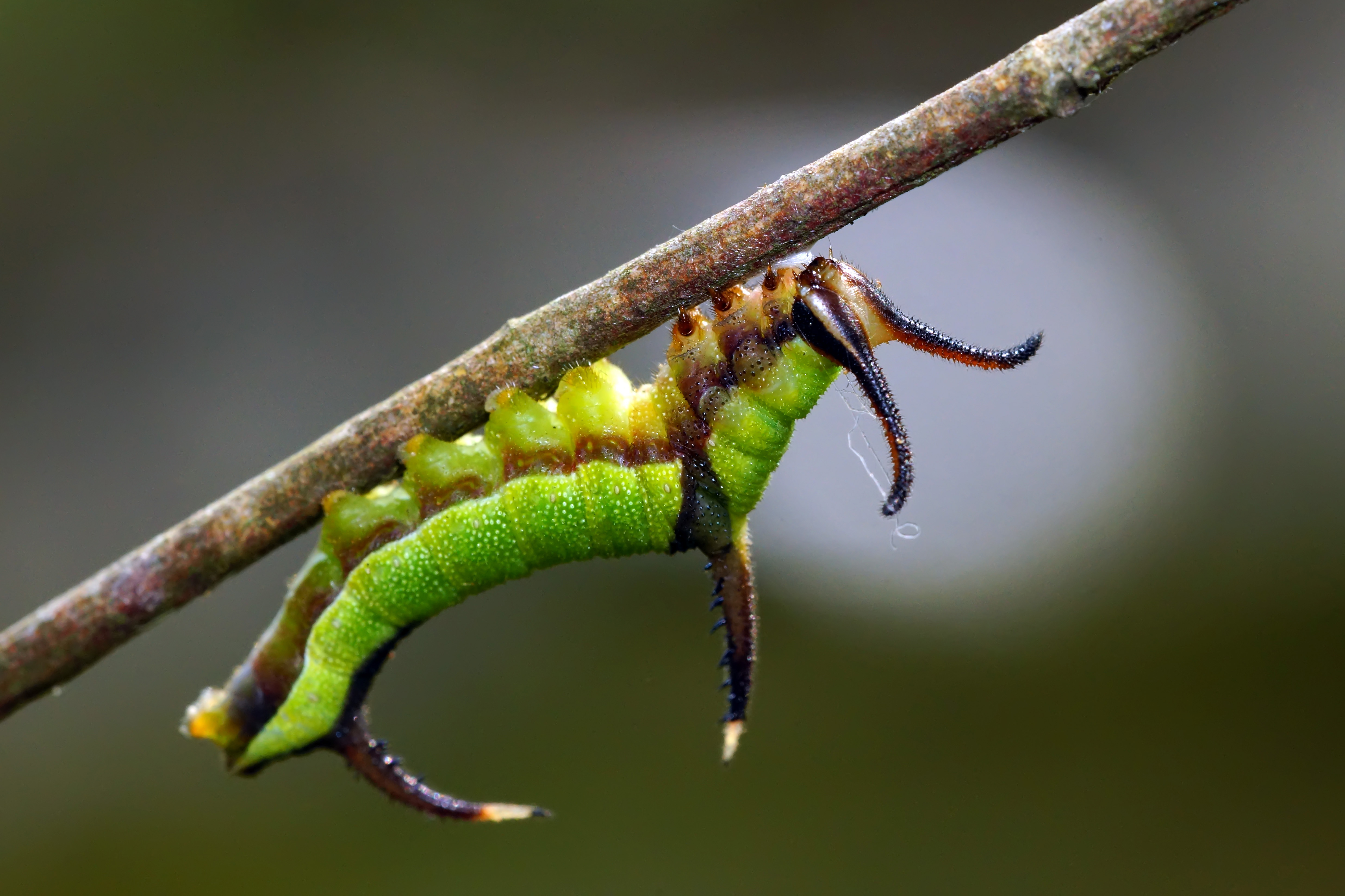
돌담무늬나비 애벌레